# David Armitage Bannerman
David Armitage Bannerman (Verenigd Koninkrijk, 27 november 1886  -  6 april 1979) was een Britse ornitholoog en conservator van het British Museum of Natural History.

## Korte biografie
Hij was de zoon van David Alexander Bannerman. Hij volgde zijn middelbareschoolopleiding aan het Wellington College in Berkshire en haalde in 1909 zijn PhD aan het Pembroke College van de Universiteit van Cambridge. Daarna maakte hij uitgebreide reizen door Afrika, Zuid-Amerika, het Caraïbisch gebied en eilanden in de Atlantische Oceaan.
Hoewel om gezondheidsredenen afgekeurd voor dienst in het leger, diende hij bij het Rode Kruis gedurende de Eerste Wereldoorlog. Hij kreeg in diezelfde periode een deeltijdbaan bij het British Museum of Natural History. Daar werkte hij tot zijn pensioen in 1951. Tweemaal bedankte hij voor de functie van directeur van het museum. Hij was tussen 1932 en 1935 voorzitter van de British Ornithologists' Club; daarvoor redigeerde hij tussen 1914 en 1915 het Bulletin van deze club maar schreef ook in Ibis. Verder was hij vicevoorzitter van de British Ornithologists' Union en de Royal Society for the Protection of Birds. Tussen 1952 en 1979 had hij een boerenbedrijf in Dumfriesshire.
Bannerman is de soortauteur van vier vogelsoorten waaronder de uitgestorven Canarische scholekster (Haematopus meadewaldoi). Er zijn diverse vogelsoorten als eerbetoon naar hem genoemd zoals de Bannermans wever (Ploceus bannermani).

## Publicaties (selectie)
- The Birds of Tropical West Africa (geïllustreerd door George Edward Lodge; 8 delen) 1930–1951
- The Birds of West and Equatorial Africa (2 delen) 1953
- Larger Birds of West Africa, Penguin (London) 1958
- Birds of Cyprus (met Winifred Mary Jane Bannerman), Oliver & Boyd, Edinburgh 1958
- The Birds of the British Isles (geïllustreerd door George Edward Lodge) Oliver and Boyd, Edinburgh (12 delen) 1933–1963
- The Birds of the Atlantic Islands (met Winifred Mary Jane Bannerman, geïllustreerd door David Morrison Reid Henry) Oliver and Boyd, Edinburgh (4 delen) 1963–1968
- Handbook of the Birds of Cyprus and Migrants of the Middle East (met Winifred Mary Jane Bannerman) Oliver and Boyd, Edinburgh 1971 ISBN 0-05-002445-0
- Birds of the Maltese Archipelago (met Joseph A. Vella-Gaffiero) Museums Department, Valletta 1976
- The Birds of the Balearics (met Winifred Mary Jane Bannerman, geïllustreerd door Donald Watson) Croom Helm/Tanager Books 1983 ISBN 0-88072-022-0

- Biblioteca Nacional de España: XX1216636
- Bibliothèque nationale de France: cb123813627 (data)
- Gemeinsame Normdatei: 108965300X
- International Standard Name Identifier: 0000 0001 1492 9150
- Library of Congress Control Number: n83217318
- Nationale Bibliotheek van Israël: 987007276608905171
- Nederlandse Thesaurus van Auteursnamen: 129697621
- LIBRIS: 302741
- SNAC: w63z1fwt
- Système universitaire de documentation: 032867115
- Trove: 789858
- Virtual International Authority File: 66547172
- WorldCat: E39PBJtmyCpRmKDqFhKJp46dwC